# Passo di Seeberg
Il passo di Seeberg o sella del Seeberg (1218 m s.l.m.; in tedesco Seebergsattel, in sloveno Jezerski vrh) è un valico alpino che connette Eisenkappel-Vellach nel distretto di Völkermarkt in Carinzia con il comune di Jezersko della regione dell'Alta Carniola. Si trova nelle alpi Sud-orientali tra il gruppo delle Caravanche ad ovest e le alpi di Kamnik e della Savinja ad est e ha una pendenza massima del 10%.